# Ingrid Gamarra Martins
Ingrid Gamarra Martins (Rio de Janeiro, 22 de agosto de 1996) é uma tenista profissional brasileira. Atingiu os melhores rankings de 448 de simples (31 de janeiro de 2022) e 47 de duplas (6 de novembro de 2023).
Seu sobrenome de exibição foi trocado de Gamarra Martins para Martins em junho de 2024, a partir do WTA de Berlim. No entanto, ainda possui o nome antigo em Grand Slam – em Wimbledon foi assim, pelo menos.

## Carreira juvenil e universitária
Ingrid também cursou a Universidade da Carolina do Sul, graduando-se em 2019, com especialização em tecnologia da informação integrada. Como parte do Gamecocks, ela venceu o torneio da Conferência Sudeste de 2019, com as honras de MVP e Jogadora do Ano, encerrando sua carreira no tênis universitário em quarto lugar no ranking da Intercollegiate Tennis Association.

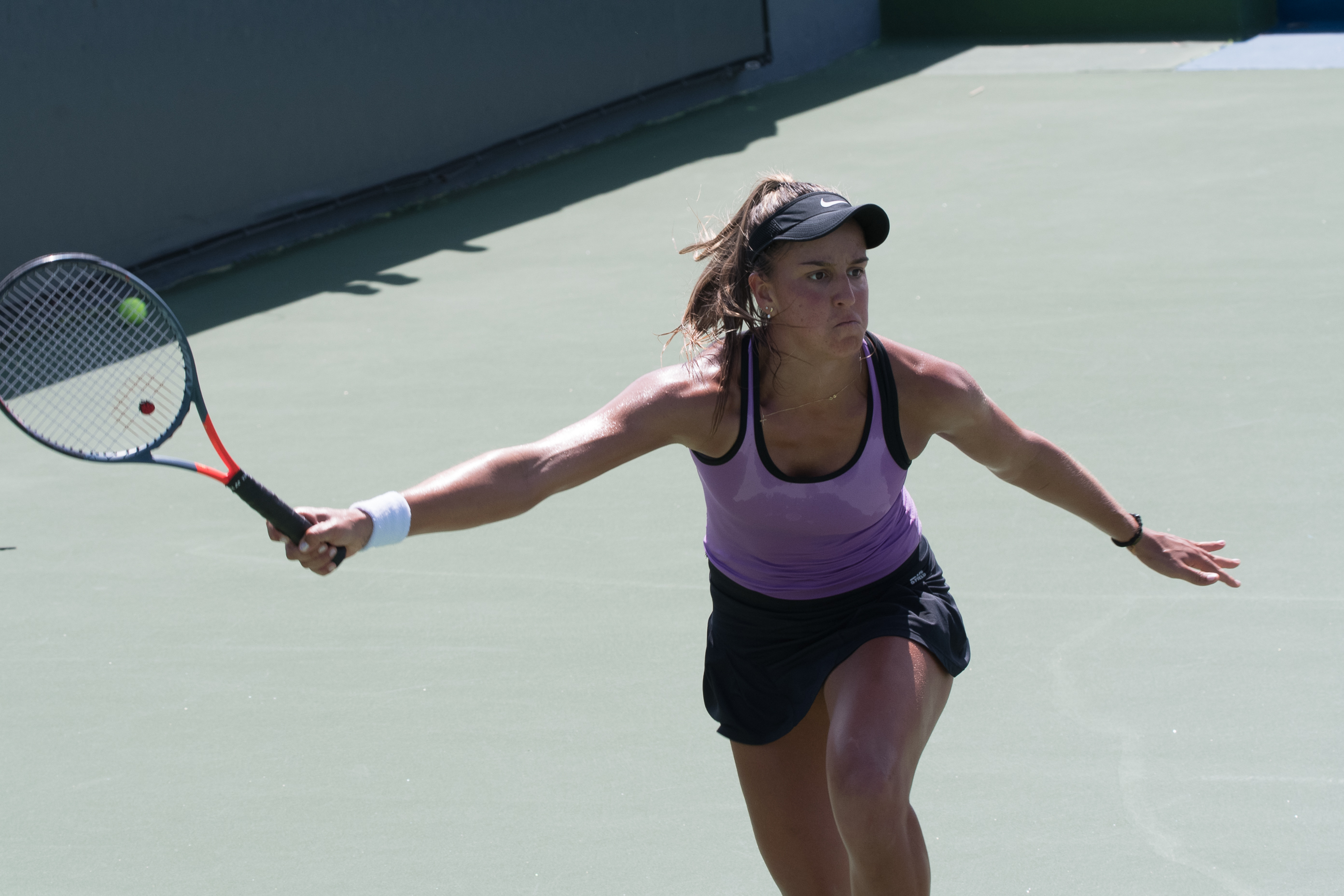
Ingrid em 2019

## Carreira Profissional

### 2012:Primeiro torneio profissional
Ela jogou seu primeiro torneio profissional em abril de 2012.

### 2013
Em 2013 ela recebeu um wildcard para o quali da Brasil Tennis Cup em Florianópolis, seu primeiro torneio no WTA Tour. Porém, ela já perdeu a estreia contra Adriana Pérez por 0/6 e 2/6. 

### 2014
Em 2014 estreou, também munida um wildcard, com a companheira Nathaly Kurata na chave principal da competição de duplas do Circuito Feminino Future de Tênis 2014, em São Paulo, onde as duas  perdideram na estreia. 
Na semana seguinte ela recebeu um wildcard para o quali do Rio Open, no Rio de Janeiro, onde perdeu por 6/1 e 6/1 em sua partida de estreia para a  belga Alison Van Uytvanck, que mais tarde jogaria nas oitavas de final. 

### 2015: Primeiro torneio WTA
Ingrid fez sua estreia na chave principal do WTA Tour no Rio Open 2015, no evento de duplas, ao lado de Carolina Alves. Juntas elas perderam para a dupla Hsu Chieh-yu e Eliza Kostowa por 3/6 e 4/6. 
Ingrid estreou como wildcard (WC) no quali do Rio Open 2015, onde perdeu na primeira rodada para a paraguaia Verónica Cepede Royg por 1/6, 1/6. 
No quali da Copa Brasil de Tênis 2015, após uma vitória inicial sobre a compatriota Erika Drozd Pereira, ela falhou por pouco em três sets contra Andrea Gámiz. Na competição de duplas, ela e sua parceira Erika Drozd Pereira perderam por 6/3 e 6/2 para as finalistas posteriores, a argentina María Irigoyen e a polonesa Paula Kania, que ficaram em segundo lugar.

### 2022: Título inédito e Top 100 de duplas
Encerrou o ano vencendo o WTA 125 de Montevidéu com a brasileira Luisa Stefani, garantindo o maior título da carreira até então.
Em 2022, Ingrid entrou no top 100 de duplas pela primeira vez na carreira. 

### 2023: Primeiras finais e títulos WTA; primeiras participações em Grand Slams

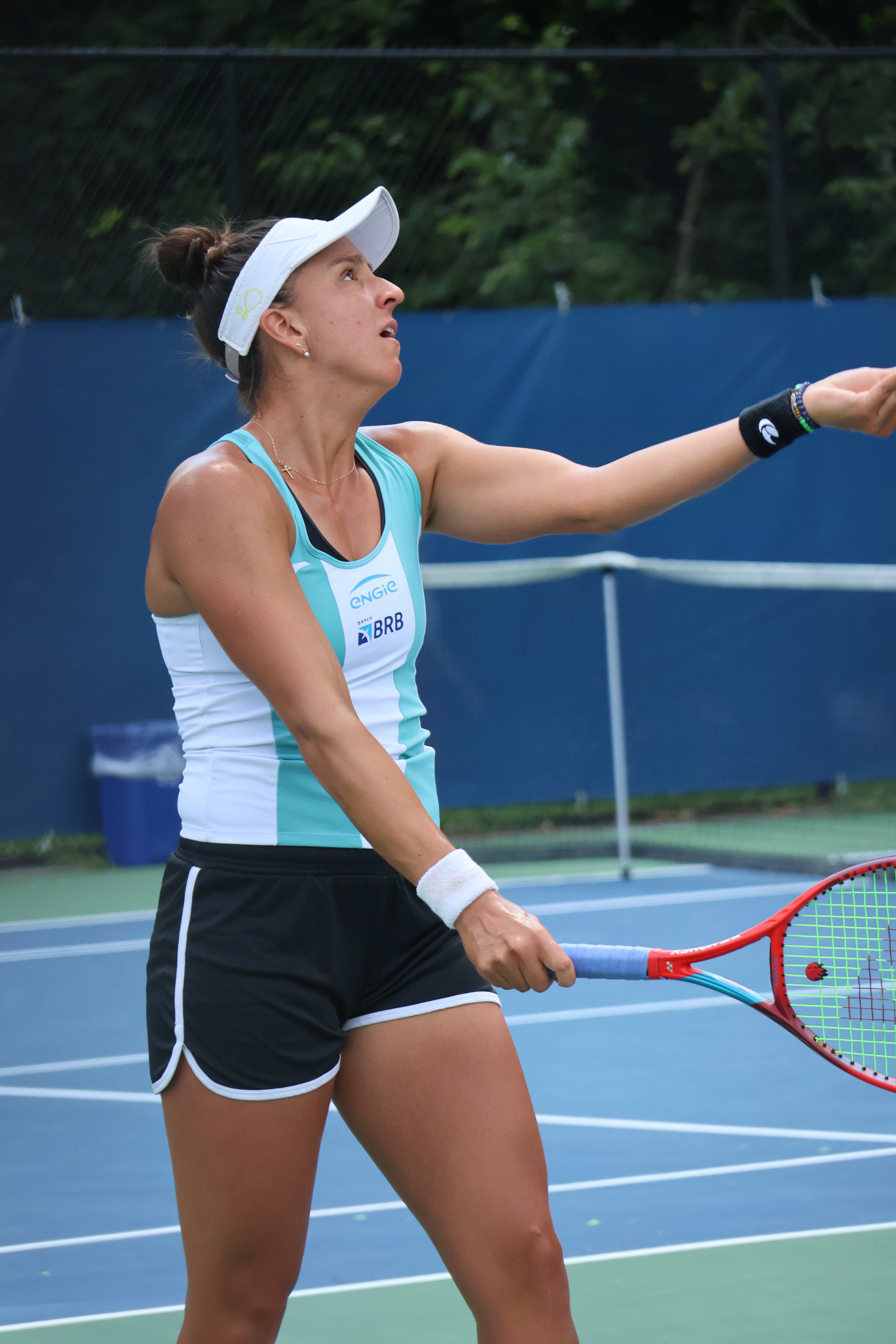
Ingrid durante treino no WTA 500 de Washington em 2023

Em 2023, fazendo dupla com a bielorrussa Lidziya Marozava, alcançou sua primeira final da WTA em Rabat, e no mês seguinte conquistou seu primeiro título no WTA de Bad Homburg, maior conquista da carreira até então e a primeira em um torneio de quadras de grama.
No Torneio de Wimbledon de 2023, novamente fazendo dupla com Marozava, Ingrid entrou na chave principal como alternate, chegando até as oitavas de final, quando foram superadas pela dupla da georgiana	Oksana Kalashnikova e da bielorrussa Iryna Shymanovich pelo placar de 0 X 2 e parciais de 4/6 6/7.
Após essa campanha em Londres, Ingrid atingiu o 56º lugar do ranking de duplas da WTA, o melhor da carreira até então.
Semanas depois, Ingrid confirmou a continuidade da dupla com Marozava, inicialmente para a disputa do WTA 500 de Washington, o WTA 1000 de Montréal, o WTA 1000 de Cincinnati e, caso não conseguissem vaga nesse último, pretendiam disputar o WTA 125 de Stanford. Por último, pretendiam disputar o WTA 250 de Cleveland.
Disputando o WTA 500 de Washington, Ingrid e Marozava pararam na estreia. Fazendo uma partida bastante disputada, elas foram superadas por 2 X 0 e 7/6(4) e 7/5 de parciais em 1h50 de partida contra a chilena Alexa Guarachi e a romena Monica Niculescu.

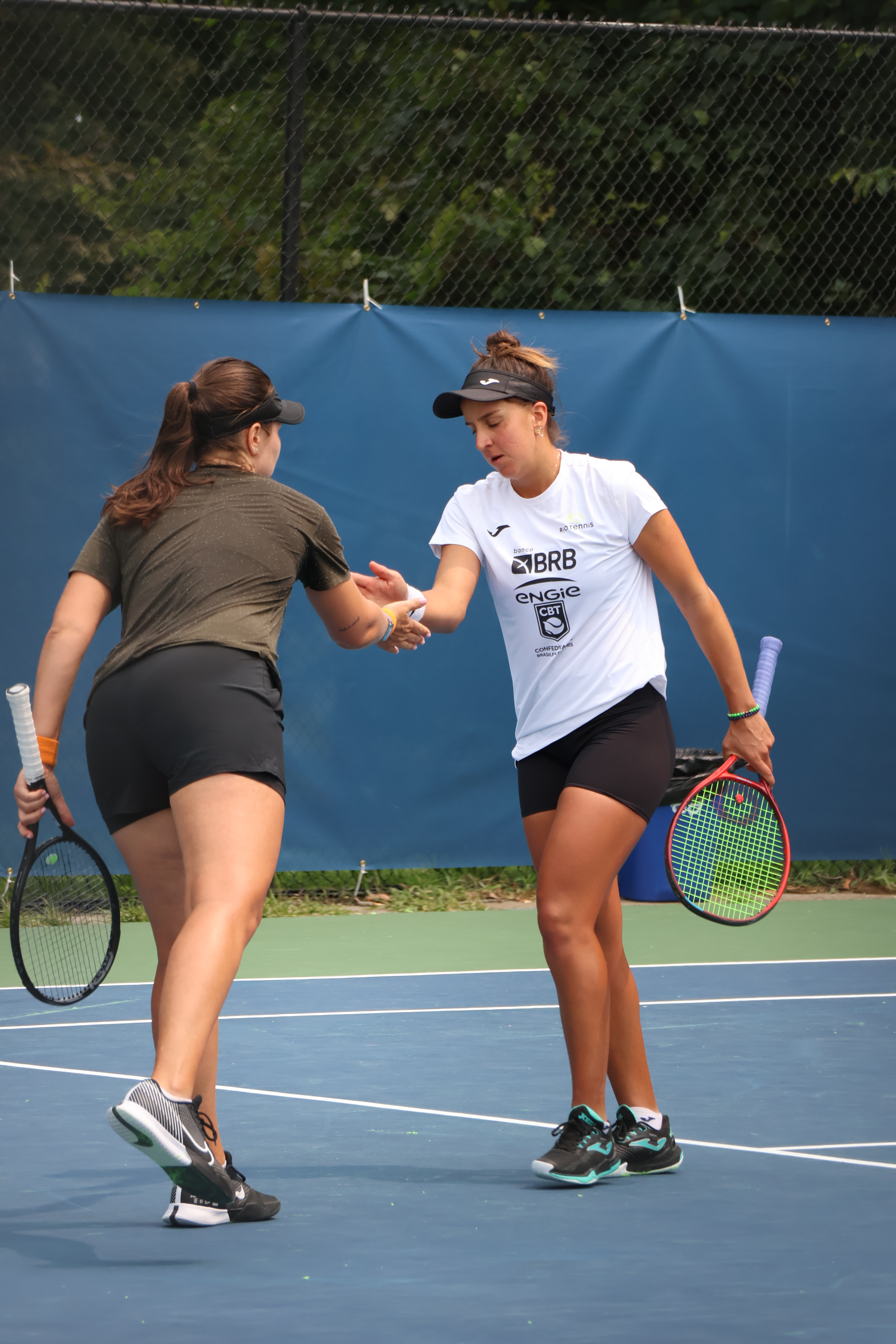
Ingrid e Marozava durante treino no WTA 500 de Washington em 2023

Na mesma semana,  Ingrid e Marozava conseguiram a desistência de que precisavam e entraram na chave de duplas do WTA 1000 de Montréal.
Em outubro, seu melhor torneio  foi o WTA de Pequim, onde ao lado de Luisa Stefani foi semifinalista.
Em novembro, Ingrid disputou ao lado de Luisa Stefani a ultima das quatro partidas do confronto entre o Time Brasil e a Coréia do Sul em Brasília, válido pela fase dos play-offs da Billie Jean King Cup. Luisa originalmente formaria dupla com Beatriz Haddad Maia, mas por mudanças de estratégia, jogou ao lado de Ingrid. Martins e Stefani enfrentaram as coreanas Dayeon Back e Bo Young Jeong, saindo vitoriosas no placar de 2 X 0. Esta foi a primeira partida de Ingrid  pela Billie Jean King Cup em toda a sua carreira. O time Brasil saiu vitorioso do confronto diante das coreanas, não tendo perdido uma partida sequer.
Nas semanas seguintes, Ingrid foi para uma sequência de torneios WTA 125 na América do Sul. No primeiro, ela viajou ao Chile, onde disputou o torneio de Colina na região metropolitana de Santiago, mas acabou parando na primeira rodada das duplas, na qual formou parceria com a brasileira Laura Pigossi. Em seguida, Ingrid disputou a primeira edição  do WTA 125 de Florianópolis, que marcou a volta dos torneios WTA ao Brasil depois de 7 anos de ausência. Martins não passou da estreia em duplas, onde novamente formou dupla com Laura. Após isso, encerrou a temporada.
Em dezembro, Ingrid teve uma de suas jogadas de 2023 concorrendo ao ponto do ano da WTA, que é decidido por votação do público. O ponto que concorreu foi executado na partida válida pela primeira rodada do WTA de Bad Homburg na qual Ingrid, junto a bielorrusa Lidziya Marozava enfrentaram  a russa Alexandra Panova e a norueguesa Eikeri Ulrikke, porém não foi o mais votado.

### 2024
No início de janeiro de 2024, Ingrid faria sua estreia na temporada ao lado da brasileira Luisa Stefani pelo WTA de Brisbane de 2024, porém durante um treino Stefani sentiu um desconforto em seu joelho direito, que depois foi identificado em exames como uma lesão sem gravidade. Por conta disso, a dupla teve de se retirar do torneio sem nem entrar em quadra.
Seu próximo destaque, já na temporada de saibro, foi no Parma Ladies Open, no qual, com a parceira Elixane Lechemia [en], chegou à final e perderam a partida contra Anna Danilina e Irina Khromacheva em contundentes sets diretos, ficando com o vice-campeonato.

## Melhores resultados por tipo de torneio

### Duplas
- WTA 125: Título
- WTA 250: Título
- WTA 500: R1
- WTA 1000: R1
- Grand Slam: R3

## Finais do Circuito WTA

### Duplas: 2 (1 título, 1 vice)
| Legenda       |
| ------------- |
| Grand Slam    |
| WTA 1000      |
| WTA 500       |
| WTA 250 (1–1) |

| Finais por piso |
| --------------- |
| Duro            |
| Saibro (0–1)    |
| Grama (1–0)     |
| Carpete         |

| Status | V–D | Data     | Torneio                           | Prêmio  | Piso   | Parceira         | Oponentes                        | Placar           |
| ------ | --- | -------- | --------------------------------- | ------- | ------ | ---------------- | -------------------------------- | ---------------- |
| Perdeu | 0–1 | Mai 2023 | Grand Prix Lalla Meryem, Marrocos | WTA 250 | Saibro | Lidziya Marozava | Sabrina Santamaria Yana Sizikova | 6–3, 1–6, [8–10] |
| Venceu | 1–1 | Jun 2023 | WTA de Bad Homburg, Alemanha      | WTA 250 | Grama  | Lidziya Marozava | Eri Hozumi Monica Niculescu      | 6–0, 7–6(7–3)    |

## Circuito WTA Challengers

### Duplas: 1 (1 título)
| Status | V–D | Data     | Torneio            | Cidade/país         | Piso   | Parceira         | Oponentes                         | Placar                |
| ------ | --- | -------- | ------------------ | ------------------- | ------ | ---------------- | --------------------------------- | --------------------- |
| Venceu | 1–0 | Nov 2022 | WTA 125 Montevideo | Montevidéu, Uruguai | saibro | Luisa Stefani    | Quinn Gleason Elixane Lechemia    | 7–5, 6–7(6–8), [10–6] |
| Perdeu | 1–1 | Mai 2024 | Parma Ladies Open  | Parma, Itália       | saibro | Elixane Lechemia | Anna Danilina · Irina Khromacheva | 1–6, 2–6              |

## Finais do Circuito ITF

### Simples: 7 (4 títulos, 3 vices)
| Prêmio                 |
| ---------------------- |
| Torneios de US$ 15.000 |
| Torneios de US$ 10.000 |

| Finais por piso |
| --------------- |
| Dura (4–2)      |
| Saibro (0–1)    |

| Status | V–D | Data     | Torneio                        | Prêmio | Piso   | Oponente              | Placar            |
| ------ | --- | -------- | ------------------------------ | ------ | ------ | --------------------- | ----------------- |
| Perdeu | 0–1 | Out 2016 | ITF Charleston, Estados Unidos | 10.000 | Saibro | Nicole Coopersmith    | 3–6, 4–6          |
| Venceu | 1–1 | jul 2019 | ITF Cancún, México             | 15.000 | Duro   | Thaisa Grana Pedretti | 7–6 (3), 7–6 (4)  |
| Venceu | 2–1 | Ago 2019 | ITF Cancún, México             | 15.000 | Duro   | Emilie Lindh          | 6–1, 6–3          |
| Venceu | 3–1 | Jan 2020 | ITF Cancún, México             | 15.000 | Duro   | Taylor Ng             | 6–3, 6–2          |
| Venceu | 4–1 | Fev 2020 | ITF Cancún, México             | 15.000 | Duro   | Verena Meliss         | 6–7 (4), 7–5, 6–4 |
| Perdeu | 4–2 | Set 2020 | ITF Porto, Portugal            | 15.000 | Duro   | Beatriz Haddad Maia   | 3–6, 2–6          |
| Perdeu | 4–3 | Set 2021 | ITF Monastir, Tunísia          | 15.000 | Duro   | Moyuka Uchijima       | 1–6, 4–6          |

### Duplas mistas: 1 (medalha de bronze )
| Status | V–D | Data     | Torneio                | Cidade/país       | Piso   | Parceiro    | Oponentes                                   | Placar         |
| ------ | --- | -------- | ---------------------- | ----------------- | ------ | ----------- | ------------------------------------------- | -------------- |
| Venceu | 1–0 | Out 2022 | Jogos Sul-Americanos\| | Assunção,Paraguai | Saibro | Orlando Luz | Maria Paulina Gomez Juan Manuel Chavarriaga | 6–2, 2–6, 10–7 |

Nos Jogos Sul-americanos de 2022, em Assunção, no Paraguai, conquistou o bronze ao lado de Orlando Luz nas duplas mistas.

### Duplas: 21 (11 títulos, 10 vices)
| Legenda                |
| ---------------------- |
| Torneios de US$ 25.000 |
| Torneios de US$ 15.000 |
| Torneios de US$ 10.000 |

| Finais por piso |
| --------------- |
| Dura (7–6)      |
| Saibro (2–3)    |
| Tapete (0–1)    |

| Status | V–D   | Data     | Torneio                       | Prêmio | Piso    | Parceira                | Oponentes                                     | Placar              |
| ------ | ----- | -------- | ----------------------------- | ------ | ------- | ----------------------- | --------------------------------------------- | ------------------- |
| Perdeu | 0–1   | Abr 2014 | ITF Rio Preto, Brasil         | 10.000 | Saibro  | Carolina Alves          | Maria Fernanda Alves Paula Cristina Gonçalves | 2–6, 0–6            |
| Perdeu | 0–2   | Jun 2014 | ITF Villa María, Argentina    | 10.000 | Saibro  | Eduarda Piai            | Sofía Luini Ana Madcur                        | 2–6, 6–4, [7–10]    |
| Perdeu | 0–3   | Jul 2014 | ITF Campos do Jordão, Brasil  | 15.000 | Duro    | Carolina Alves          | Nathaly Kurata Giovanna Tomita                | 3–6, 2–6            |
| Venceu | 1–3   | Mar 2015 | ITF Ribeirão Preto, Brasil    | 10.000 | Saibro  | Valeriya Strakhova      | Melina Ferrero Carla Lucero                   | 6–0, 6–3            |
| Venceu | 2–3   | Jul 2016 | ITF Campos do Jordão, Brasil  | 25.000 | Duro    | Laura Pigossi           | Maria-Fernanda Alves Luisa Stefani            | 6–3, 3–6, [10–8]    |
| Venceu | 3–3   | Jul 2017 | ITF Campos do Jordão, Brasil  | 15.000 | Duro    | Camila Giangreco Campiz | Nathaly Kurata Rebeca Pereira                 | 6–3, 7–6(1)         |
| Perdeu | 3–4   | Jul 2019 | ITF Cancún, México            | 15.000 | Duro    | Eduarda Piai            | Hind Abdelouahid Maria Kozyreva               | 6–7(0), 4–6         |
| Venceu | 4–4   | Jul 2019 | ITF Cancún, México            | 15.000 | Duro    | Eduarda Piai            | Angela Kulikov Rianna Valdes                  | 6–7(1), 7–5, [11–9] |
| Venceu | 5–4   | Fev 2020 | ITF Cancún, México            | 15.000 | Duro    | Thaisa Grana Pedretti   | Eleonore Tchakarova Verginie Tchakarova       | 6–2, 6–2            |
| Venceu | 6–4   | Set 2020 | ITF Figueira da Foz, Portugal | 25.000 | Duro    | Beatriz Haddad Maia     | Jacqueline Cabaj Awad Inês Murta              | 7–5, 6–1            |
| Perdeu | 6–5   | Out 2020 | ITF Funchal, Portugal         | 15.000 | Duro    | Beatriz Haddad Maia     | Arianne Hartono Eva Vedder                    | 6–4, 1–6, [7–10]    |
| Venceu | 7–5   | Mar 2021 | ITF Antalya, Turquia          | 15.000 | Saibro  | Jessie Aney             | Jang Su-jeong Park So-hyun                    | 6–2, 6–2            |
| Perdeu | 7–6   | Jul 2021 | ITF Lisboa, Portugal          | 25.000 | Duro    | Ma Shuyue               | Han Na-lae Momoko Kobori                      | 3–6, 1–6            |
| Venceu | 8–6   | Jul 2021 | ITF Almada, Portugal          | 15.000 | Duro    | Olga Parres Azcoitia    | Océane Babel Lucie Nguyen Tan                 | 4–6, 6–3, [10–8]    |
| Venceu | 9–6   | Ago 2021 | ITF Monastir, Tunísia         | 15.000 | Duro    | Jazmín Ortenzi          | Sakura Hondo Yuka Hosoki                      | 6–2, 6–0            |
| Perdeu | 9–7   | Set 2021 | ITF Monastir, Tunísia         | 15.000 | Duro    | Jazmín Ortenzi          | Ma Yexin Moyuka Uchijima                      | 2–6, 6–2, [6–10]    |
| Perdeu | 9–8   | Jan 2022 | ITF Florianópolis, Brasil     | 25.000 | Duro    | Jessie Aney             | Andrea Gámiz Sofia Sewing                     | 6–7(2), 4–6         |
| Perdeu | 9–9   | Mai 2022 | ITF Osijek, Croácia           | 25.000 | Saibro  | Jessie Aney             | Mana Kawamura Funa Kozaki                     | 3–6, 6–2, [8–10]    |
| Perdeu | 9–10  | Jun 2022 | ITF Cantanhede, Portugal      | 25.000 | Carpete | Emily Webley-Smith      | Jessy Rompies Olivia Tjandramulia             | 2–6, 6–7(1)         |
| Venceu | 10–10 | Dez 2022 | Aberto da República, Brasil   | 60.000 | Saibro  | Francisca Jorge         | Anna Rogers Christina Rosca                   | 6–4, 6–3            |
| Venceu | 11–10 | Abr 2023 | Oeiras Ladies Open, Portugal  | 60.000 | Saibro  | Fernanda Contreras      | Jesika Malečková Renata Voráčová              | 6–3, 6–2            |